# Waynesboro (Pennsylvanie)
Waynesboro est un borough situé au sud du comté de Franklin, en Pennsylvanie, aux États-Unis,. En 2010, il comptait une population de 10 568 habitants. Le borough est incorporé le 21 décembre 1818.

## Démographie
Lors du recensement de 2010, le borough comptait une population de 10 568 habitants. Elle est estimée, en 2019, à 11 044 habitants.